# Premio Nacional de Literatura José Fuentes Mares
Premio Nacional de Literatura José Fuentes Mares es un galardón literario mexicano instituido en 1985 por la Universidad Autónoma de Ciudad Juárez, fue nombrado así en honor al escritor José Fuentes Mares, originario de Chihuahua, Chihuahua. El premio es de carácter anual y se otorga a un escritor mexicano que presente un libro publicado en la modalidad de cuento, ensayo, novela o poesía. Está constituido por una asignación económica que consta de 150 000 pesos mexicanos a 2017 y la medalla José Fuentes Mares.
El primer galardonado fue el escritor Jesús Gardea, quien rechazó el premio. Algunos autores conocidos que lo han ganado fueron, Daniel Sada, Ignacio Solares, Carlos Montemayor, Jaime Labastida, Alberto Ruy Sánchez, Juan Villoro, José Emilio Pacheco, Javier Sicilia, Carlos Martin Briceño y Hernán Lara Zavala.